# Amagney
Amagney – miejscowość i gmina we Francji, w regionie Burgundia-Franche-Comté, w departamencie Doubs.
Według danych na rok 1990 gminę zamieszkiwały 664 osoby, a gęstość zaludnienia wynosiła 51 osób/km² (wśród 1786 gmin Franche-Comté Amagney plasuje się na 245. miejscu pod względem liczby ludności, natomiast pod względem powierzchni na miejscu 286.).